# アニメクラブ
アニメクラブ（英語: anime club）とは、日本国外における日本アニメの討論・上映・宣伝のために会合を持つ他に、日本文化への理解を広げることを目的とする地域共同体に設置された同好会組織である。アニメ同好会とも。
アメリカでは、高校や大学といった単位で学生によって運営されているものがあるほか、アジア各国にも広まっている。

## 米国
大学や高校でのアニメクラブの設立は増加傾向にあり、主催者は図書館や公共センターのような公営の集会所を利用するなどしている。アニメクラブへの参加者の多くは自身がおたくであることを公言しており、その出席者の中心は20代であるが、一般にアニメクラブに年齢制限はないため50代から60代やティーンエイジャーの姿も見られる。
マサチューセッツ工科大学は、米国内で早い時期にアニメクラブが生まれたことでも知られている。

### 活動状況
クラブのミーティングは週1回または月1回を基準に行われている。このクラブはアニメ鑑賞に加えて、アニメ・ミュージック・ビデオを観たり漫画を読んだりカラオケをしたりコスプレを楽しむなど他の活動にも携わっている。多くのクラブがコミュニティでの相互作用をさらに高められるようにオンライン・フォーラム（インターネットコミュニティ）を主催しており、メンバーに書籍や漫画を貸与するライブラリを呼び物としている。またこのようなクラブの関係者はしばしば地方でのアニメコンベンションの参加や管理者を無償で引き受けている。
クラブの行動範囲次第では、その活動は将棋・囲碁・麻雀のようなテーブルトップ・ゲームを含む、広域に及ぶ場合もある。屋外活動としては日本酒の試飲会やワシントンD.C.の全米桜祭り、剣道大会などの文化催事見学が行われている。
イエール大学のアニメクラブのサイトには、日本語を知らないアニメファンに向けたアニメ用語集があり、「やばい」「チクショー」「大丈夫」「駄目」「なるほど」など、100の単語や敬語の使い方を解説している。

### アニメ上映会
概してこのようなクラブはオリジナルの日本語に英語字幕を伴った作品の鑑賞会を行うが、クラブの方針によりファンサブと呼ばれるような字幕式の他に、現地語式 (Dub localization) が採用されることもある。
複数の受像機室の利用が可能な規模のより大きいクラブでは、通常はひと部屋を吹き替え版用に、他をファンサブ版用として機能させている。ファンサブ室は人気の高いビデオコーデックに因んで'DivX'ルームの名でも知られる。
作品によってはその長期的かつ挿話的性質のため、上映会には途中休止を含んだ一定期間が予定される。全26話のシリーズでは、多くの場合上映期間に数カ月を要する。

### 公開鑑賞会
公共の場所で観衆を集めライセンスのあるメディアを使用して上映会をする際には、国内の権利所有者からの許可書が必要になる。これはパブリック・パフォーマンス・ライツ (Public Performance Rights) またはエクシビション・ライツ (Exhibition Rights) として周知されている。2006年にイリノイ州立大学のシネマ・ソサエティは、映画の上映許可を取得していなかったためニューヨーカー・フィルムズから$8,000（1作品あたり$400）の料金を賦課された。
北米のアニメ会社であるファニメーションやバンダイ・エンターティンメントなどのアニメ業界は、自らがライセンスを有するコンテンツをアニメクラブが容易に公開観賞出来るように助成プログラムを制定していたが、ファニメーションは2011年末で受付を終了した。

## 米国以外
中国では北京の大学だけで40近いアニメ同好会があり、その半数がコスプレ関係で、演じるのは8割程度が日本アニメの登場人物であるという。2011年、北京で開かれた第12回世界漫画大会では、高校生や大学生、サラリーマンらからなる全国各地のアニメ同好会がコスプレを行った。
マレーシアでは2010年10月、映像検閲局（日本の映倫に相当）の局長フサイン・シャフィーが、日本のアニメは子供を堕落させるという発言を行ったところ、テイラーズ大学やマラッカ州のアニメクラブメンバーが賛否を示した。
インドでは日本のアニメの放映が増えつつあり、アニメクラブを結成する動きが広がっている。2010年に約10人で発足したムンバイのムンバイ・アニメクラブは、約2年間で1,000人を超えるまでに成長した。月1回の会合では、アニメソングのカラオケやコスプレなどを楽しんでいる。同会は、2012年3月、日本の経済産業省がムンバイで主導・開催した「クール・ジャパン・フェスティバル」で、コスプレショーや墨絵、折り紙などのワークショップを開いた。
アラブ首長国連邦では、コスプレが人気になっており、ドバイにはドバイ・アニメクラブがある。
日独協会理事織田正雄によると、ドイツでは若者の日本のアニメへの関心が高まっており、ベルリンには会員数13万人を抱えるアニメクラブがあるという。